# Mosquée Laz

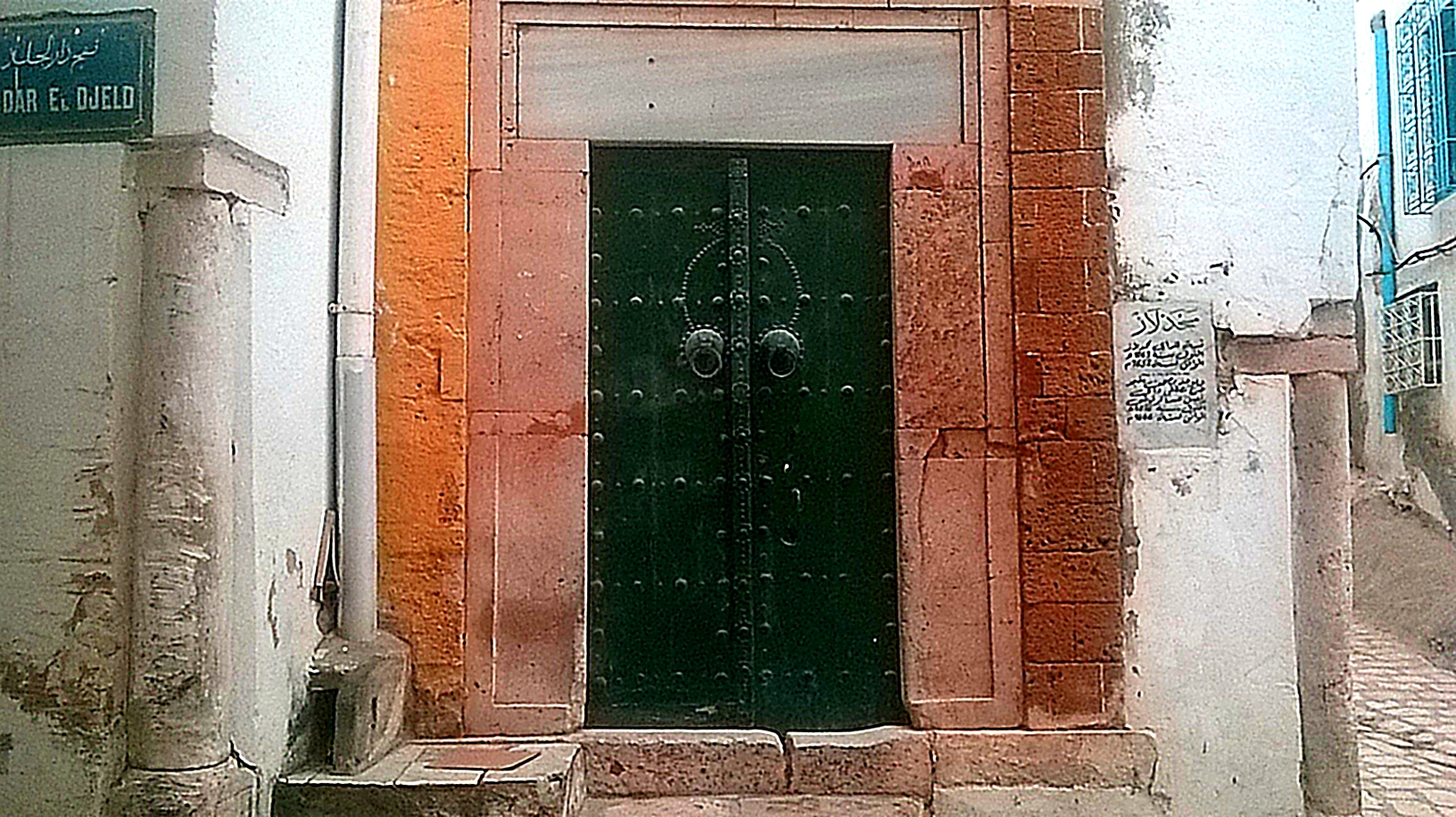
Porte de la mosquée.

La mosquée Laz (arabe : مسجد لاز) est une mosquée tunisienne située à l'ouest de la médina de Tunis.

## Localisation
Elle se trouve sur la rue Dar El Jeld.

## Étymologie

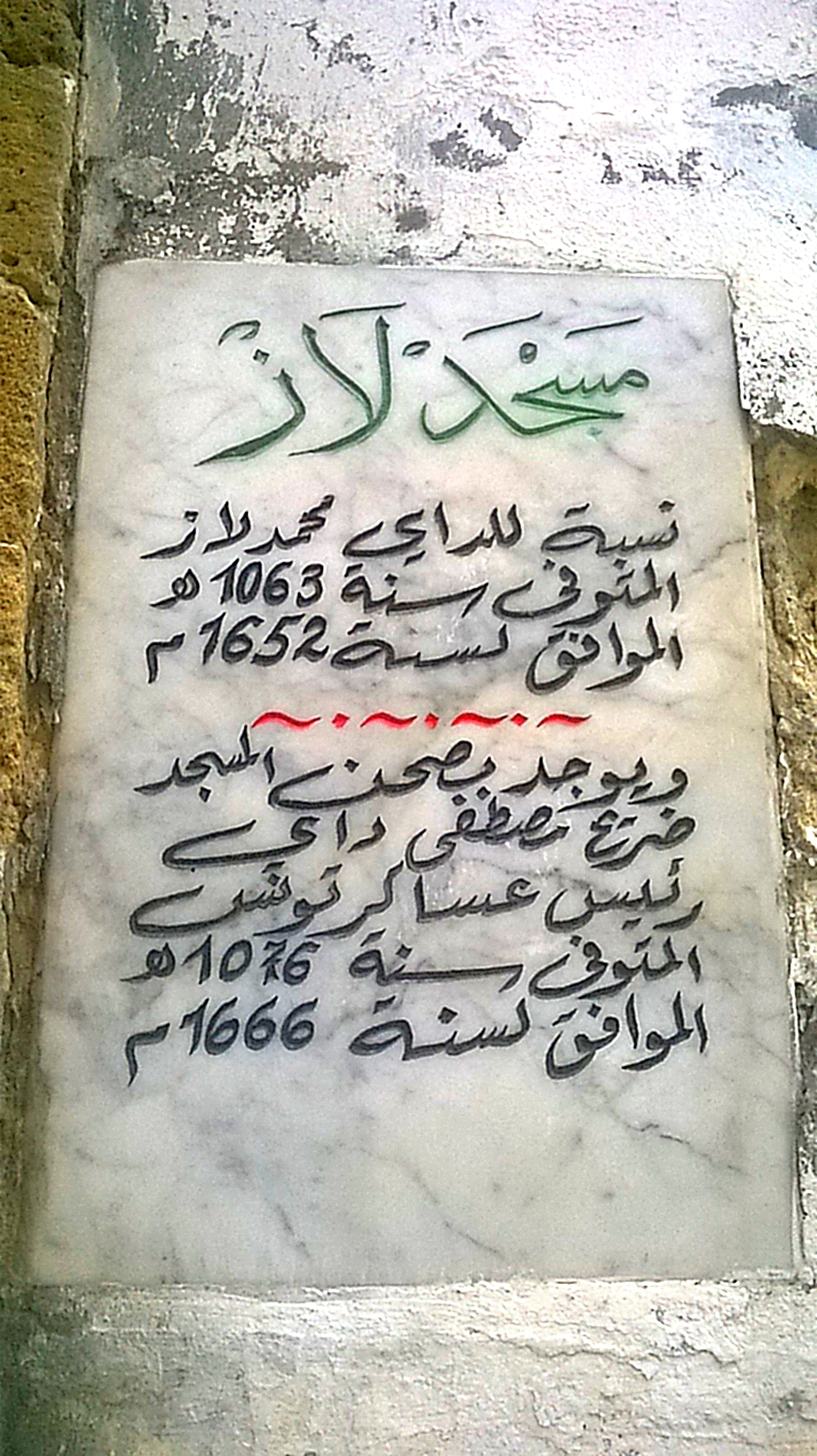
Plaque commémorative de la mosquée.

Elle tire son nom du dey Hadj Mohamed Laz, un janissaire originaire du Lazistan.

## Description
On y trouve le tombeau de Hadj Mustapha Laz Dey, le commandant militaire de la régence de Tunis comme indiqué sur la plaque commémorative.